# 高知市立自由民権記念館

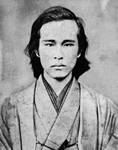
植木枝盛

高知市立自由民権記念館（こうちしりつじゆうみんけんきねんかん、Kochi Liberty and People's Museum）は、高知県高知市にある博物館。自由民権運動関係の資料センターの機能をもつ。

## 概要
近代日本の歴史に重要な役割を果たした高知県の自由民権運動を中心とする当時の資料の収集・調査研究・保管・展示と、それらを次代に継承することを目的とする施設で、高知市制100周年を記念して1990年4月1日開設された。

## 展示
- 常設展示 - 自由民権運動の歩みを紹介する

1. 自由のともしび
2. 自由は土佐の山間より
3. 近代日本の夜明け
4. 自由民権運動の生成
5. 自由民権運動の高揚
6. 自由民権運動の衰退
7. 自由万歳
8. 自由民権運動の再燃
9. 自由民権運動の終末
10. 自由大懇親会
11. 土佐の憲法草案
12. 自由民権運動と女性
13. 自由民権運動期の文学
14. 自由と平和
15. 近代日本の青春
16. 明治の土佐
17. 民権座

- 特別展示室 - 自由民権運動以外の高知県縁の人物を紹介する。

## 収蔵品
- 自由民権記念館収集資料 32,191点
  - 史料・貴重図書 953 点
  - 家資料・特設文庫・特定事項関係資料31,238点
- 一般資料 23,940点
  - 図書室用図書 18,565点
  - 郷土情報室用図書 2,452点
  - 雑誌逐次刊行物 1,711点
  - 研究室用図書 98点
  - マイクロフィルム 1,114点
- 家資料・特設文庫・特定事項関係資料
  - 弘瀬家資料
  - 片岡家資料
  - 細川家資料
  - 野崎家資料
  - 岡崎家資料
  - 檜垣家資料
  - 高田家資料
  - 竹村家資料
  - 憲政記念館文庫
  - 宇田文庫
  - 有沢文庫
  - 松永文庫
  - 入交文庫
  - 外崎文庫
  - 濱口雄幸関係資料
  - 北村虎治関係資料
  - マキキ教会関係資料
  - 小松頼正・池上隆郎関係資料
  - 植村省馬関係資料
  - 沖八潮関係資料
  - 氏原一郎関係資料

（2004年度末現在の統計）

## 植木枝盛旧邸書斎
自由民権運動家の植木枝盛が14年間暮らした旧居が2010年に取り壊された際、その書斎部分が当館に移設・復元されることとなった。復元整備後、2011年8月20日より公開された。

## 建築概要
- 設計 - 日建設計
- 竣工 - 1990年
- 敷地面積 - 5847.2m2
- 延床面積 - 2790.5m2
- 所在地 - 高知県高知市桟橋通四丁目14番3号[3]
- 受賞 - 1990年度 高知市都市美デザイン賞、公共建築賞

## 利用情報
- 開館時間 - 9:30-17:00
- 休館日 - 月曜日（祝日の場合は翌日）、祝日の翌日（該当日が土・日・祝日の場合を除く）

## 交通アクセス
- とさでん交通 桟橋車庫前停留場（自由民権記念館前）